# تپه نظر
تپه نظر مربوط به هزاره اول پیش از میلاد است و در شهرستان درگز، جنوب روستای زیندانلو واقع شده و این اثر در تاریخ ۲۴ آبان ۱۳۸۵ با شمارهٔ ثبت ۱۶۳۲۸ به‌عنوان یکی از آثار ملی ایران به ثبت رسیده‌است.